# Плутонийдиродий
Плутонийдиродий — бинарное неорганическое соединение
родия и плутония
с формулой Rh2Pu,
кристаллы.

## Получение
- Сплавление стехиометрических количеств чистых веществ:

{\displaystyle {\mathsf {2Rh+Pu\ {\xrightarrow {1340^{o}C}}\ PuRh_{2}}}}

## Физические свойства
Плутонийдиродий образует кристаллы
кубической сингонии,
пространственная группа F d3m,
параметры ячейки a = 0,7488 нм, Z = 8,
структура типа димедьмагния MgCu2
.
Соединение образуется по перитектической реакции при температуре 1340°С .